# Hoffmannseggia viscosa
Hoffmannseggia viscosa är en ärtväxtart som beskrevs av William Jackson Hooker och George Arnott Walker Arnott. Hoffmannseggia viscosa ingår i släktet Hoffmannseggia och familjen ärtväxter. Inga underarter finns listade i Catalogue of Life.